# Zambiasaurus
Zambiasaurus es un género extinto de sinápsidos dicinodontes perteneciente a la familia de los kannemeyéridos, cuyos fósiles fueron descubiertos en la localidad de Sitwe en el valle del Luangwa, en la formación Ntawere de Zambia, la cual data del Triásico Medio, en niveles estratigráficos equivalentes a las zonas B y C de la Fauna de Cynognathus en Sudáfrica.
La especie tipo y única descrita es Z. submersus, endémica de Ntawere y cuyo nombre de género deriva del nombre del país en que fue descubierto, junto al término griego saurus, "lagarto". El nombre de la especie, submersus, quiere decir en latín "sumergido" y se refiere a que los animales probablemente fueron ahogados por el agua. El espécimen holotipo, alojado en el Museo Livingstone de Zambia, LM/NH 9/2, consiste de huesos craneales (parietal y escamosal) de un individuo juvenil; los paratipos son los especímenes R. 9001^.9140 del Museo Británico de Historia Natural y LM/NH 9/3-9/35 del Museo Livingstone, consisten de huesos craneales, de la mandíbula, vértebras, la escápula, coracoides y precoracoides, el esternón, radio y cúbito parciales, restos fragmentarios del ilion, isquion y pubis, así como un fémur, tibia y peroné, además de una falange, de individuos inmaduros y un adulto, el doble de grande que aquellos. Ha sido considerado tradicionalmente como un pariente cercano del género Stahleckeria de Suramérica, en la familia Stahleckeriidae, pero también ha sido considerado que esa relación es dudosa y necesita de mejores especímenes para comprobarse; también se ha sugerido que está más cercanamente relacionado con Placerias de Norteamérica y a Moghreberia de Marruecos, en la subfamilia Placeriinae.